# اسنافتیلن
اسنافتیلن (به انگلیسی: Acenaphthylene) یک ترکیب شیمیایی با شناسه پاب‌کم ۹۱۶۱ است. شکل ظاهری این ترکیب، پودر بلورین زرد است.